# Backa väst
Backa väst är en bebyggelse som utgör västra delen av Backa i Hedemora kommun. Området var vid avgränsningen 1990 klassat som en separat småort för att därefter till 2015 klassas av SCB som en del av småorten Backa. Vid avgränsningen 2020 var den åter klassad som en småort.